# Diamond (Missouri)
Pour les articles homonymes, voir Diamond.
Diamond est une ville du comté de Newton, dans le Missouri, aux États-Unis,. Située au nord du comté, elle est incorporée en 1950.

## Démographie
Lors du recensement de 2010, la ville comptait une population de 902 habitants. Elle est estimée, en 2016, à 935 habitants.

## Personnalité liée à la ville
- George Washington Carver

### Source de la traduction
- (en) Cet article est partiellement ou en totalité issu de l’article de Wikipédia en anglais intitulé « Diamond, Missouri » (voir la liste des auteurs).